# چخنگ
چخنگ (به لهستانی:  Czechyń) یک روستا در لهستان است که در گمینا واوچ واقع شده‌است. چخنگ ۱۰۰ نفر جمعیت دارد.